# Вонвольниця (гміна)
Гміна Вонвольниця (пол. Gmina Wąwolnica) — місько-сільська гміна у східній Польщі. Належить до Пулавського повіту Люблінського воєводства. Адміністративний центр — місто Вонвольниця.
Станом на 31 грудня 2011 у гміні проживало 4863 особи.

## Площа
Згідно з даними за 2007 рік площа гміни становила 62.15 км², у тому числі:
- орні землі: 81.00%
- ліси: 12.00%

Таким чином, площа гміни становить 6.66% площі повіту.

## Населення
Станом на 31 грудня 2011:
| Опис     | Загалом | Загалом | Чоловіки | Чоловіки | Жінки | Жінки |
| -------- | ------- | ------- | -------- | -------- | ----- | ----- |
| одиниця  | осіб    | %       | осіб     | %        | осіб  | %     |
| все      | 4863    | 100     | 2420     | 49.76    | 2443  | 50.24 |
| міське   | 0       | 100     | 0        |          | 0     |       |
| сільське | 4863    | 100     | 2420     | 49.76    | 2443  | 50.24 |

## Сусідні гміни
Гміна Вонвольниця межує з такими гмінами: Войцехув, Казімеж-Дольни, Карчміська, Конськоволя, Курув, Наленчув, Понятова.